# Hymenocephalus
Hymenocephalus es un género de peces actinopterigios de la familia Macrouridae y de la orden de los gadiformes.

## Especies
- Hymenocephalus aeger C. H. Gilbert & C. L. Hubbs, 1920 * Hymenocephalus antraeus C. H. Gilbert & Cramer, 1897
- Hymenocephalus aterrimus C. H. Gilbert, 1905
- Hymenocephalus barbatulus C. H. Gilbert & C. L. Hubbs, 1920
- Hymenocephalus billsam N. B. Marshall & Iwamoto, 1973
- Hymenocephalus gracilis C. H. Gilbert & C. L. Hubbs, 1920 * Hymenocephalus grimaldii M. C. W. Weber, 1913
- Hymenocephalus hachijoensis Okamura, 1970
- Hymenocephalus heterolepis (Alcock, 1889)
- Hymenocephalus italicus Giglioli, 1884
- Hymenocephalus lethonemus D. S. Jordan & C. H. Gilbert, 1904
- Hymenocephalus longibarbis (Günther, 1887) * Hymenocephalus longiceps H. M. Smith & Radcliffe, 1912
- Hymenocephalus longiceps H. M. Smith & Radcliffe, 1912
- Hymenocephalus longipes H. M. Smith & Radcliffe, 1912
- Hymenocephalus megalops Iwamoto & Merrett, 1997
- Hymenocephalus nascens C. H. Gilbert & C. L. Hubbs, 1920 (Origin whiptail)
- Hymenocephalus neglectissimus Sazonov & Iwamoto, 1992
- Hymenocephalus nesaeae Merrett & Iwamoto, 2000
- Hymenocephalus papyraceus D. S. Jordan & C. H. Gilbert, 1904
- Hymenocephalus semipellucidus Sazonov & Iwamoto, 1992
- Hymenocephalus striatissimus D. S. Jordan & C. H. Gilbert, 1904
  - Hymenocephalus striatissimus striatissimus D. S. Jordan & C. H. Gilbert, 1904
  - Hymenocephalus striatissimus torvus H. M. Smith & Radcliffe, 1912
- Hymenocephalus striatulus C. H. Gilbert, 1905
- Hymenocephalus tenuis C. H. Gilbert & C. L. Hubbs, 1917

- Datos: Q2832077
- Multimedia: Hymenocephalus / Q2832077
- Especies: Hymenocephalus (ICZN)